# Betpakdalite-NaCa
La betpakdalite-NaCa è un minerale appartenente al supergruppo della betpakdalite e, al suo interno, al gruppo della betpakdalite; fino al 2010 era conosciuta come natrobetpakdalite.